# 4365 Ivanova
4365 Ivanova eller 1978 VH8 är en asteroid i huvudbältet som upptäcktes den 7 november 1978 av de båda amerikanska astronomerna Eleanor F. Helin och Schelte J. Bus vid Palomarobservatoriet. Den är uppkallad efter astronomen Violetta Ivanova.
Asteroiden har en diameter på ungefär 7 kilometer och den tillhör asteroidgruppen Koronis.